# Suffer (Bad Religion)
Suffer è il terzo album in studio del gruppo musicale statunitense Bad Religion, pubblicato nel 1988 dalla Epitaph Records.

## Descrizione
È un disco di particolare importanza per la band, che ritorna al suono originale dopo la sperimentazione elettronica di Into the Unknown e soprattutto dopo la ricostituzione della formazione originale. Di importanza cruciale per l'evoluzione dell'hardcore melodico, è citato come fonte d'ispirazione dalle principali band del genere. Fat Mike, frontman e bassista dei NoFX, lo definì "l'album che cambiò ogni cosa".

## Tracce
1. You're (The Government) - 1:22 - (Graffin)
2. 1000 More Fools - 1:35 - (Gurewitz)
3. How Much Is Enough? - 1:23 - (Gurewitz)
4. When? - 1:40 - (Graffin)
5. Give You Nothing - 2:02 - (Graffin, Gurewitz)
6. Land of Competition - 2:05 - (Graffin)
7. Forbidden Beat - 1:53 - (Graffin, Gurewitz)
8. Best for You - 1:57 - (Graffin)
9. Suffer - 1:45 - (Graffin, Gurewitz)
10. Delirium of Disorder - 1:39 - (Gurewitz)
11. Part II (The Number Game) - 1:38 - (Gurewitz)
12. What Can You Do? - 2:44 - (Graffin)
13. Do What You Want - 1:05 - (Gurewitz)
14. Part IV (The Index Fossil) - 2:02 - (Graffin)
15. Pessimistic Lines - 1:07 - (Graffin)

## Formazione
- Greg Graffin – voce
- Brett Gurewitz – chitarra
- Greg Hetson – chitarra
- Jay Bentley – basso
- Pete Finestone – batteria